# Liste der Bodendenkmäler in Münchberg
Auf dieser Seite sind die Bodendenkmäler in der oberfränkischen Gemeinde Münchberg zusammengestellt. Diese Tabelle ist eine Teilliste der Liste der Bodendenkmäler in Bayern. Grundlage ist die Bayerische Denkmalliste, die auf Basis des Bayerischen Denkmalschutzgesetzes vom 1. Oktober 1973 erstmals erstellt wurde und seither durch das Bayerische Landesamt für Denkmalpflege geführt wird. Die folgenden Angaben ersetzen nicht die rechtsverbindliche Auskunft der Denkmalschutzbehörde.

## Bodendenkmäler der Gemeinde Münchberg

### Bodendenkmäler in der Gemarkung Mechlenreuth
| Lage                    | Objekt                                                                          | Akten-Nr.     | Bild |
| ----------------------- | ------------------------------------------------------------------------------- | ------------- | ---- |
| Mechlenreuth (Standort) | Turmhügel des Mittelalters, teilweise überbaut.                                 | D-4-5836-0008 |      |
| Mechlenreuth (Standort) | Archäologische Befunde im Bereich einer abgegangenen mittelalterlichen Kapelle. | D-4-5836-0009 |      |
| Mechlenreuth (Standort) | Verbeneter mittelalterlicher Turmhügel.                                         | D-4-5836-0058 |      |

### Bodendenkmäler in der Gemarkung Meierhof b.Münchberg
| Lage                            | Objekt                                                             | Akten-Nr.     | Bild |
| ------------------------------- | ------------------------------------------------------------------ | ------------- | ---- |
| Meierhof b.Münchberg (Standort) | Höhle mit vermutlich vorgeschichtlichen Funden.                    | D-4-5736-0024 |      |
| Meierhof b.Münchberg (Standort) | Wüstung des Mittelalters und der frühen Neuzeit.                   | D-4-5736-0086 |      |
| Meierhof b.Münchberg (Standort) | Tagebauareal (Goldseifen) des Mittelalters und der frühen Neuzeit. | D-4-5736-0116 |      |

### Bodendenkmäler in der Gemarkung Münchberg
| Lage                 | Objekt | Akten-Nr.     | Bild |
| -------------------- | --- | ------------- | ---- |
| Münchberg (Standort) | Mittelalterliche und frühneuzeitliche Kernstadt von Münchberg.                                                                                          | D-4-5836-0048 |      |
| Münchberg (Standort) | Spätmittelalterliche und frühneuzeitliche Vorstadt von Münchberg.                                                                                       | D-4-5836-0049 |      |
| Münchberg (Standort) | Mittelalterliche und frühneuzeitliche archäologische Befunde im Bereich der Evangelisch-Lutherischen Stadtpfarrkirche St. Peter und Paul von Münchberg. | D-4-5836-0050 |      |
| Münchberg (Standort) | Mittelalterlicher Turmhügel | D-4-5836-0055 |      |
| Münchberg (Standort) | Befunde der frühen Neuzeit im Bereich der Evangelisch-Lutherischen Friedhofskirche zur Himmelpforte                                                     | D-4-5836-0057 |      |

### Bodendenkmäler in der Gemarkung Straas
| Lage              | Objekt                                                                    | Akten-Nr.     | Bild |
| ----------------- | ------------------------------------------------------------------------- | ------------- | ---- |
| Straas (Standort) | Grabhügel vorgeschichtlicher Zeitstellung.                                | D-4-5836-0003 |      |
| Straas (Standort) | Waschhügelfeld spätmittelalterlicher und frühneuzeitlicher Goldgewinnung. | D-4-5836-0099 |      |